# Tchaourou
Tchaourou ist eine Stadt, ein Arrondissement und eine Kommune in Benin. Sie liegt im Département Borgou. Die Stadt hatte bei der Volkszählung im Mai 2013 eine Bevölkerung von 66.109 Menschen und die deutlich größere Kommune Tchaourou hatte zum selben Zeitpunkt 223.138 Einwohner. Sie liegt 50 Kilometer südlich von Parakou.

## Geschichte
Tchaourou war früher eines der beliebtesten Ziele für Fulani-Transhumanten aus dem Norden des Landes oder aus den Nachbarländern (Niger, Burkina Faso, Nigeria). Als Folge dieser saisonalen Migration sind einige Futterbäume wie Khaya senegalensis oder Afzelia africana, die früher weit verbreitet waren, heute sehr selten in der Gemeinde. Das Verschwinden dieser sehr nützlichen Baumarten ist jedoch auf die kombinierte Wirkung von Brandrodung, die Ausbeutung ihres Holzes, eines sehr geschätzten Bauholzes, ihrer Rinde für die traditionelle Medizin und das Beschneiden durch Fulani-Hirten zurückzuführen.

## Bevölkerung
Die Hauptsprachen von Tchaourou sind Bariba, Fulfulde, Yoruba, Otamari und Yom Lokpa. Französisch wird als Verkehrssprache verwendet. Die dominante Ethnie sind die Yoruba.
Bevölkerungsentwicklung:
- 1992 (Volkszählung): 14.691 Einwohner
- 2002 (Volkszählung): 20.838 Einwohner
- 2013 (Volkszählung): 43.862 Einwohner

## Verkehr
Tchaourou hat einen Bahnhof an der Bahnstrecke Cotonou–Parakou, die allerdings – wie das gesamte Eisenbahnnetz des Landes – seit 2019 ohne Verkehr ist.

## Persönlichkeiten
- Boni Yayi (* 1952), Ökonom, ehemaliger Präsident von Benin und ehemaliger Vorsitzender der Afrikanischen Union